# Christian Lippold
Christian Lippold (* 18. Februar 1965 in Saalfeld) war Inhaber der Professur für die Gestaltung von Straßenverkehrsanlagen und war bis 2012 Dekan der Fakultät Verkehrswissenschaften „Friedrich List“ an der Technischen Universität Dresden.
Nach Abitur und Wehrdienst absolvierte Lippold zunächst eine Lehre als Betonbauer und arbeitete eineinhalb Jahre auf Baustellen. Anschließend studierte er von 1986 bis 1991 Bauingenieurwesen mit Vertiefung Straßenentwurf und Straßenbau an der Hochschule für Verkehrswesen. Er wechselte anschließend für vier Jahre als wissenschaftlicher Mitarbeiter an die Technische Hochschule Darmstadt, wo er 1996 promovierte.
Ab 1995 war er als Sach-, ab 1999 als Abteilungsleiter bei der DEGES tätig, insbesondere im Bereich des Autobahnbaus; unter anderem war er dort für die Realisierung der Strelasundquerung verantwortlich. 2001 wurde er als Nachfolger von Günter Weise zum Professor an die TU Dresden berufen. Seit 1999 ist Lippold für die Forschungsgesellschaft für Straßen- und Verkehrswesen tätig, von der er 2008 mit der Max-Erich-Feuchtinger-/Bruno-Wehner-Gedenkmünze für hervorragende wissenschaftlich-theoretische sowie praktische Arbeiten auf dem Gebiet der Planung, des Entwurfs und des Betriebs von Stadt- und Landstraßen ausgezeichnet wurde.
2006 übernahm er das Amt des Dekans der Fakultät Verkehrswissenschaften von Gerd-Axel Ahrens. 2010 wurde er in dieser Funktion wiedergewählt. Seine zweite Amtszeit endete am 17. Dezember 2012. Zu seinem Nachfolger wurde Hartmut Fricke gewählt.
Seit 2011 ist Lippold Herausgeber des Straßenplanungshandbuchs Der Elsner.
2020 wechselte Lippold für drei Jahre zur Autobahn GmbH des Bundes. Zunächst ließ er sich hierfür an der TU Dresden beurlauben. Seit Juni 2024 ist er dauerhaft bei der Autobahn GmbH des Bundes. Seine Vertretung übernahm Reinhard Koettnitz, der bereits seit 2014 Honorarprofessor ist. Lippold ist weiterhin in der Lehre tätig.